# Copa Davis 2013
La Copa Davis de 2013 fue la 102.ª edición del torneo de tenis masculino más importante por naciones. Participaron dieciséis equipos en el Grupo Mundial y más de cien en los diferentes grupos regionales.

## Movilidad entre grupos: 2012 a 2013
| Categoría        | Categoría    | Grupos | Grupos | Grupos | Grupos | Grupos | Grupos | Grupos | Grupos | Grupos | Grupos | Grupos | Grupos | Grupos | Grupos | Grupos | Grupos | Grupos | Grupos |
| ---------------- | ------------ | --- | --- | --- | --- | --- | --- | --- | --- | --- | --- | --- | --- | --- | --- | --- | --- | --- | --- |
| 1.º              | 1.º          | Mundial · 16 equipos · \| · Alemania \| · Argentina \| · Austria \| · Bélgica \| \| · Brasil \| · Canadá \| · Croacia \| · España \| \| · Estados Unidos \| · Francia \| · Israel \| · Italia \| \| · Kazajistán \| · Rep. Checa \| · Serbia \| · Suiza \| \| ---------------- \| ------------ \| --------- \| --------- \| | Mundial · 16 equipos · \| · Alemania \| · Argentina \| · Austria \| · Bélgica \| \| · Brasil \| · Canadá \| · Croacia \| · España \| \| · Estados Unidos \| · Francia \| · Israel \| · Italia \| \| · Kazajistán \| · Rep. Checa \| · Serbia \| · Suiza \| \| ---------------- \| ------------ \| --------- \| --------- \| | Mundial · 16 equipos · \| · Alemania \| · Argentina \| · Austria \| · Bélgica \| \| · Brasil \| · Canadá \| · Croacia \| · España \| \| · Estados Unidos \| · Francia \| · Israel \| · Italia \| \| · Kazajistán \| · Rep. Checa \| · Serbia \| · Suiza \| \| ---------------- \| ------------ \| --------- \| --------- \| | Mundial · 16 equipos · \| · Alemania \| · Argentina \| · Austria \| · Bélgica \| \| · Brasil \| · Canadá \| · Croacia \| · España \| \| · Estados Unidos \| · Francia \| · Israel \| · Italia \| \| · Kazajistán \| · Rep. Checa \| · Serbia \| · Suiza \| \| ---------------- \| ------------ \| --------- \| --------- \| | Mundial · 16 equipos · \| · Alemania \| · Argentina \| · Austria \| · Bélgica \| \| · Brasil \| · Canadá \| · Croacia \| · España \| \| · Estados Unidos \| · Francia \| · Israel \| · Italia \| \| · Kazajistán \| · Rep. Checa \| · Serbia \| · Suiza \| \| ---------------- \| ------------ \| --------- \| --------- \| | Mundial · 16 equipos · \| · Alemania \| · Argentina \| · Austria \| · Bélgica \| \| · Brasil \| · Canadá \| · Croacia \| · España \| \| · Estados Unidos \| · Francia \| · Israel \| · Italia \| \| · Kazajistán \| · Rep. Checa \| · Serbia \| · Suiza \| \| ---------------- \| ------------ \| --------- \| --------- \| | Mundial · 16 equipos · \| · Alemania \| · Argentina \| · Austria \| · Bélgica \| \| · Brasil \| · Canadá \| · Croacia \| · España \| \| · Estados Unidos \| · Francia \| · Israel \| · Italia \| \| · Kazajistán \| · Rep. Checa \| · Serbia \| · Suiza \| \| ---------------- \| ------------ \| --------- \| --------- \| | Mundial · 16 equipos · \| · Alemania \| · Argentina \| · Austria \| · Bélgica \| \| · Brasil \| · Canadá \| · Croacia \| · España \| \| · Estados Unidos \| · Francia \| · Israel \| · Italia \| \| · Kazajistán \| · Rep. Checa \| · Serbia \| · Suiza \| \| ---------------- \| ------------ \| --------- \| --------- \| | Mundial · 16 equipos · \| · Alemania \| · Argentina \| · Austria \| · Bélgica \| \| · Brasil \| · Canadá \| · Croacia \| · España \| \| · Estados Unidos \| · Francia \| · Israel \| · Italia \| \| · Kazajistán \| · Rep. Checa \| · Serbia \| · Suiza \| \| ---------------- \| ------------ \| --------- \| --------- \| | Mundial · 16 equipos · \| · Alemania \| · Argentina \| · Austria \| · Bélgica \| \| · Brasil \| · Canadá \| · Croacia \| · España \| \| · Estados Unidos \| · Francia \| · Israel \| · Italia \| \| · Kazajistán \| · Rep. Checa \| · Serbia \| · Suiza \| \| ---------------- \| ------------ \| --------- \| --------- \| | Mundial · 16 equipos · \| · Alemania \| · Argentina \| · Austria \| · Bélgica \| \| · Brasil \| · Canadá \| · Croacia \| · España \| \| · Estados Unidos \| · Francia \| · Israel \| · Italia \| \| · Kazajistán \| · Rep. Checa \| · Serbia \| · Suiza \| \| ---------------- \| ------------ \| --------- \| --------- \| | Mundial · 16 equipos · \| · Alemania \| · Argentina \| · Austria \| · Bélgica \| \| · Brasil \| · Canadá \| · Croacia \| · España \| \| · Estados Unidos \| · Francia \| · Israel \| · Italia \| \| · Kazajistán \| · Rep. Checa \| · Serbia \| · Suiza \| \| ---------------- \| ------------ \| --------- \| --------- \| | Mundial · 16 equipos · \| · Alemania \| · Argentina \| · Austria \| · Bélgica \| \| · Brasil \| · Canadá \| · Croacia \| · España \| \| · Estados Unidos \| · Francia \| · Israel \| · Italia \| \| · Kazajistán \| · Rep. Checa \| · Serbia \| · Suiza \| \| ---------------- \| ------------ \| --------- \| --------- \| | Mundial · 16 equipos · \| · Alemania \| · Argentina \| · Austria \| · Bélgica \| \| · Brasil \| · Canadá \| · Croacia \| · España \| \| · Estados Unidos \| · Francia \| · Israel \| · Italia \| \| · Kazajistán \| · Rep. Checa \| · Serbia \| · Suiza \| \| ---------------- \| ------------ \| --------- \| --------- \| | Mundial · 16 equipos · \| · Alemania \| · Argentina \| · Austria \| · Bélgica \| \| · Brasil \| · Canadá \| · Croacia \| · España \| \| · Estados Unidos \| · Francia \| · Israel \| · Italia \| \| · Kazajistán \| · Rep. Checa \| · Serbia \| · Suiza \| \| ---------------- \| ------------ \| --------- \| --------- \| | Mundial · 16 equipos · \| · Alemania \| · Argentina \| · Austria \| · Bélgica \| \| · Brasil \| · Canadá \| · Croacia \| · España \| \| · Estados Unidos \| · Francia \| · Israel \| · Italia \| \| · Kazajistán \| · Rep. Checa \| · Serbia \| · Suiza \| \| ---------------- \| ------------ \| --------- \| --------- \| | Mundial · 16 equipos · \| · Alemania \| · Argentina \| · Austria \| · Bélgica \| \| · Brasil \| · Canadá \| · Croacia \| · España \| \| · Estados Unidos \| · Francia \| · Israel \| · Italia \| \| · Kazajistán \| · Rep. Checa \| · Serbia \| · Suiza \| \| ---------------- \| ------------ \| --------- \| --------- \| | Mundial · 16 equipos · \| · Alemania \| · Argentina \| · Austria \| · Bélgica \| \| · Brasil \| · Canadá \| · Croacia \| · España \| \| · Estados Unidos \| · Francia \| · Israel \| · Italia \| \| · Kazajistán \| · Rep. Checa \| · Serbia \| · Suiza \| \| ---------------- \| ------------ \| --------- \| --------- \| |
| 2.º              | 2.º          | Zona de Europa y África 1 · 11 equipos · Dinamarca · Eslovaquia · Eslovenia · Países Bajos · Polonia · Reino Unido · Rumania · Rusia · Sudáfrica · Suecia · Ucrania | Zona de Europa y África 1 · 11 equipos · Dinamarca · Eslovaquia · Eslovenia · Países Bajos · Polonia · Reino Unido · Rumania · Rusia · Sudáfrica · Suecia · Ucrania | Zona de Europa y África 1 · 11 equipos · Dinamarca · Eslovaquia · Eslovenia · Países Bajos · Polonia · Reino Unido · Rumania · Rusia · Sudáfrica · Suecia · Ucrania | Zona de Europa y África 1 · 11 equipos · Dinamarca · Eslovaquia · Eslovenia · Países Bajos · Polonia · Reino Unido · Rumania · Rusia · Sudáfrica · Suecia · Ucrania | Zona de Europa y África 1 · 11 equipos · Dinamarca · Eslovaquia · Eslovenia · Países Bajos · Polonia · Reino Unido · Rumania · Rusia · Sudáfrica · Suecia · Ucrania | Zona de Europa y África 1 · 11 equipos · Dinamarca · Eslovaquia · Eslovenia · Países Bajos · Polonia · Reino Unido · Rumania · Rusia · Sudáfrica · Suecia · Ucrania | Zona de Europa y África 1 · 11 equipos · Dinamarca · Eslovaquia · Eslovenia · Países Bajos · Polonia · Reino Unido · Rumania · Rusia · Sudáfrica · Suecia · Ucrania | Zona de Europa y África 1 · 11 equipos · Dinamarca · Eslovaquia · Eslovenia · Países Bajos · Polonia · Reino Unido · Rumania · Rusia · Sudáfrica · Suecia · Ucrania | Zona de Europa y África 1 · 11 equipos · Dinamarca · Eslovaquia · Eslovenia · Países Bajos · Polonia · Reino Unido · Rumania · Rusia · Sudáfrica · Suecia · Ucrania | Zona de Asia y Oceanía 1 · 8 equipos · Australia · China · China Taipéi · Corea del Sur · India · Indonesia · Japón · Uzbekistán | Zona de América 1 · 5 equipos · Chile · Colombia · Ecuador · Rep. Dominicana · Uruguay | | | | | | | |
| 3.º              | 3.º          | Zona de Europa y África 2 · 16 equipos · Benín · Bielorrusia · Bosnia y Herzegovina · Bulgaria · Chipre · Estonia · Finlandia · Hungría · Irlanda · Letonia · Lituania · Luxemburgo · Moldavia · Mónaco · Portugal · Túnez                                                                                                  | Zona de Europa y África 2 · 16 equipos · Benín · Bielorrusia · Bosnia y Herzegovina · Bulgaria · Chipre · Estonia · Finlandia · Hungría · Irlanda · Letonia · Lituania · Luxemburgo · Moldavia · Mónaco · Portugal · Túnez                                                                                                  | Zona de Europa y África 2 · 16 equipos · Benín · Bielorrusia · Bosnia y Herzegovina · Bulgaria · Chipre · Estonia · Finlandia · Hungría · Irlanda · Letonia · Lituania · Luxemburgo · Moldavia · Mónaco · Portugal · Túnez                                                                                                  | Zona de Europa y África 2 · 16 equipos · Benín · Bielorrusia · Bosnia y Herzegovina · Bulgaria · Chipre · Estonia · Finlandia · Hungría · Irlanda · Letonia · Lituania · Luxemburgo · Moldavia · Mónaco · Portugal · Túnez                                                                                                  | Zona de Europa y África 2 · 16 equipos · Benín · Bielorrusia · Bosnia y Herzegovina · Bulgaria · Chipre · Estonia · Finlandia · Hungría · Irlanda · Letonia · Lituania · Luxemburgo · Moldavia · Mónaco · Portugal · Túnez                                                                                                  | Zona de Europa y África 2 · 16 equipos · Benín · Bielorrusia · Bosnia y Herzegovina · Bulgaria · Chipre · Estonia · Finlandia · Hungría · Irlanda · Letonia · Lituania · Luxemburgo · Moldavia · Mónaco · Portugal · Túnez                                                                                                  | Zona de Europa y África 2 · 16 equipos · Benín · Bielorrusia · Bosnia y Herzegovina · Bulgaria · Chipre · Estonia · Finlandia · Hungría · Irlanda · Letonia · Lituania · Luxemburgo · Moldavia · Mónaco · Portugal · Túnez                                                                                                  | Zona de Europa y África 2 · 16 equipos · Benín · Bielorrusia · Bosnia y Herzegovina · Bulgaria · Chipre · Estonia · Finlandia · Hungría · Irlanda · Letonia · Lituania · Luxemburgo · Moldavia · Mónaco · Portugal · Túnez                                                                                                  | Zona de Europa y África 2 · 16 equipos · Benín · Bielorrusia · Bosnia y Herzegovina · Bulgaria · Chipre · Estonia · Finlandia · Hungría · Irlanda · Letonia · Lituania · Luxemburgo · Moldavia · Mónaco · Portugal · Túnez                                                                                                  | Zona de Asia y Oceanía 2 · 8 equipos · Filipinas · Kuwait · Líbano · Nueva Zelanda · Pakistán · Siria · Sri Lanka · Tailandia | Zona de América 2 · 8 equipos · Barbados · El Salvador · Guatemala · Haití · México · Perú · Puerto Rico · Venezuela | | | | | | | |
| 4.º              | 4.º          | Zona de Europa 3 · 12 equipos · Albania · Andorra · Armenia · (N) Azerbaiyán · Georgia · Grecia · Islandia · (N) Liechtenstein · Macedonia · Malta · Montenegro · Noruega · San Marino · Turquía | Zona de Europa 3 · 12 equipos · Albania · Andorra · Armenia · (N) Azerbaiyán · Georgia · Grecia · Islandia · (N) Liechtenstein · Macedonia · Malta · Montenegro · Noruega · San Marino · Turquía | Zona de Europa 3 · 12 equipos · Albania · Andorra · Armenia · (N) Azerbaiyán · Georgia · Grecia · Islandia · (N) Liechtenstein · Macedonia · Malta · Montenegro · Noruega · San Marino · Turquía | Zona de Europa 3 · 12 equipos · Albania · Andorra · Armenia · (N) Azerbaiyán · Georgia · Grecia · Islandia · (N) Liechtenstein · Macedonia · Malta · Montenegro · Noruega · San Marino · Turquía | Zona de Europa 3 · 12 equipos · Albania · Andorra · Armenia · (N) Azerbaiyán · Georgia · Grecia · Islandia · (N) Liechtenstein · Macedonia · Malta · Montenegro · Noruega · San Marino · Turquía | Zona de África 3 · 15 equipos · Argelia · (N) Botsuana · (N) Camerún · Costa de Marfil · Egipto · Ghana · Kenia · (N) Lesoto · Madagascar · Marruecos · Namibia · (N) Nigeria · (N) Ruanda · (N) Zambia · Zimbabue | Zona de África 3 · 15 equipos · Argelia · (N) Botsuana · (N) Camerún · Costa de Marfil · Egipto · Ghana · Kenia · (N) Lesoto · Madagascar · Marruecos · Namibia · (N) Nigeria · (N) Ruanda · (N) Zambia · Zimbabue | Zona de África 3 · 15 equipos · Argelia · (N) Botsuana · (N) Camerún · Costa de Marfil · Egipto · Ghana · Kenia · (N) Lesoto · Madagascar · Marruecos · Namibia · (N) Nigeria · (N) Ruanda · (N) Zambia · Zimbabue | Zona de África 3 · 15 equipos · Argelia · (N) Botsuana · (N) Camerún · Costa de Marfil · Egipto · Ghana · Kenia · (N) Lesoto · Madagascar · Marruecos · Namibia · (N) Nigeria · (N) Ruanda · (N) Zambia · Zimbabue | Zona de Asia y Oceanía 3 · 8 equipos · Camboya · Emiratos Árabes · Hong Kong · Irán · Malasia · Océano Pacífico · Omán · Vietnam | Zona de América 3 · 11 equipos · Bahamas · Bermudas · Bolivia · Cuba · Costa Rica · Honduras · Islas Vírgenes · Jamaica · Panamá · Paraguay · Trinidad y Tobago | | | | | | | |
| 5.º              | 5.º          | | | | | | | | | | Zona de Asia y Oceanía 4 · 10 equipos · Arabia Saudita · Bangladés · Baréin · Catar · Irak · Jordania · Kirguistán · Myanmar · Singapur · Turkmenistán | | | | | | | | |
| · Alemania       | · Argentina  | · Austria | · Bélgica | | | | | | | | | | | | | | | | |
| · Brasil         | · Canadá     | · Croacia | · España | | | | | | | | | | | | | | | | |
| · Estados Unidos | · Francia    | · Israel | · Italia | | | | | | | | | | | | | | | | |
| · Kazajistán     | · Rep. Checa | · Serbia | · Suiza | | | | | | | | | | | | | | | | |

## Grupo Mundial

### Repesca clasificatoria
Los partidos se celebraron entre el 14 y el 16 de septiembre de 2012.

### Equipos participantes
| Equipos participantes en el Grupo Mundial de 2013 | Equipos participantes en el Grupo Mundial de 2013 | Equipos participantes en el Grupo Mundial de 2013 | Equipos participantes en el Grupo Mundial de 2013 | Equipos participantes en el Grupo Mundial de 2013 | Equipos participantes en el Grupo Mundial de 2013 | Equipos participantes en el Grupo Mundial de 2013 | Equipos participantes en el Grupo Mundial de 2013 |
| Alemania                                          | Argentina                                         | Austria                                           | Bélgica                                           | Brasil                                            | Canadá                                            | Croacia                                           | España                                            |
| Estados Unidos                                    | Francia                                           | Israel                                            | Italia                                            | Kazajistán                                        | Rep. Checa                                        | Serbia                                            | Suiza                                             |
| ------------------------------------------------- | ------------------------------------------------- | ------------------------------------------------- | ------------------------------------------------- | ------------------------------------------------- | ------------------------------------------------- | ------------------------------------------------- | ------------------------------------------------- |

### Sorteo
- El sorteo del Grupo Mundial para la Copa Davis 2013 se celebró en Londres, Reino Unido, el 19 de septiembre de 2012 a las 11:00 hora local (10:00 GMT).[1]

Cabezas de serie
| 1. España 2. República Checa 3. Argentina 4. Serbia | 1. Francia 2. Estados Unidos 3. Croacia 4. Kazajistán |

### Eliminatorias
|  | Octavos de final    | Octavos de final    |                |   | Cuartos de final | Cuartos de final |  |  | Semifinales         | Semifinales         |  |  | Final              | Final              |
|  | 1-3 de febrero      | 1-3 de febrero      |                |   | 5-7 de abril     | 5-7 de abril     |  |  | 13-15 de septiembre | 13-15 de septiembre |  |  | 15-17 de noviembre | 15-17 de noviembre |
|  |                     |                     |                |   |                  |                  |  |  |                     |                     |  |  |                    |                    |
|  |                     |                     |                |   |                  |                  |  |  |                     |                     |  |  |                    |                    |
|  |                     |                     |                |   |                  |                  |  |  |                     |                     |  |  |                    |                    |
|  | España (1)          | 2                   |                |   |                  |                  |  |  |                     |                     |  |  |                    |                    |
|  | España (1)          | 2                   |                |   |                  |                  |  |  |                     |                     |  |  |                    |                    |
|  | Canadá              | 3                   |                |   |                  |                  |  |  |                     |                     |  |  |                    |                    |
|  | Canadá              | 3                   | Canadá         | 3 |                  |                  |  |  |                     |                     |  |  |                    |                    |
|  |                     |                     |                | 3 |                  |                  |  |  |                     |                     |  |  |                    |                    |
|  |                     | Italia              | 1              |   |                  |                  |  |  |                     |                     |  |  |                    |                    |
|  | Croacia (7)         | Italia              | 1              | 2 |                  |                  |  |  |                     |                     |  |  |                    |                    |
|  | Croacia (7)         |                     |                | 2 |                  |                  |  |  |                     |                     |  |  |                    |                    |
|  | Italia              | 3                   |                |   |                  |                  |  |  |                     |                     |  |  |                    |                    |
|  | Italia              | 3                   | Canadá         | 2 |                  |                  |  |  |                     |                     |  |  |                    |                    |
|  |                     |                     |                | 2 |                  |                  |  |  |                     |                     |  |  |                    |                    |
|  |                     | Serbia (4)          | 3              |   |                  |                  |  |  |                     |                     |  |  |                    |                    |
|  | Serbia (4)          | Serbia (4)          | 3              | 3 |                  |                  |  |  |                     |                     |  |  |                    |                    |
|  | Serbia (4)          |                     |                | 3 |                  |                  |  |  |                     |                     |  |  |                    |                    |
|  | Bélgica             | 2                   |                |   |                  |                  |  |  |                     |                     |  |  |                    |                    |
|  | Bélgica             | 2                   | Serbia (4)     | 3 |                  |                  |  |  |                     |                     |  |  |                    |                    |
|  |                     |                     |                | 3 |                  |                  |  |  |                     |                     |  |  |                    |                    |
|  |                     | Estados Unidos (6)  | 1              |   |                  |                  |  |  |                     |                     |  |  |                    |                    |
|  | Estados Unidos (6)  | Estados Unidos (6)  | 1              | 3 |                  |                  |  |  |                     |                     |  |  |                    |                    |
|  | Estados Unidos (6)  |                     |                | 3 |                  |                  |  |  |                     |                     |  |  |                    |                    |
|  | Brasil              | 2                   |                |   |                  |                  |  |  |                     |                     |  |  |                    |                    |
|  | Brasil              | 2                   | Serbia (4)     | 2 |                  |                  |  |  |                     |                     |  |  |                    |                    |
|  |                     |                     |                | 2 |                  |                  |  |  |                     |                     |  |  |                    |                    |
|  |                     | República Checa (2) | 3              |   |                  |                  |  |  |                     |                     |  |  |                    |                    |
|  | Israel              | República Checa (2) | 3              | 0 |                  |                  |  |  |                     |                     |  |  |                    |                    |
|  | Israel              |                     |                | 0 |                  |                  |  |  |                     |                     |  |  |                    |                    |
|  | Francia (5)         | 5                   |                |   |                  |                  |  |  |                     |                     |  |  |                    |                    |
|  | Francia (5)         | 5                   | Francia (5)    | 2 |                  |                  |  |  |                     |                     |  |  |                    |                    |
|  |                     |                     |                | 2 |                  |                  |  |  |                     |                     |  |  |                    |                    |
|  |                     | Argentina (3)       | 3              |   |                  |                  |  |  |                     |                     |  |  |                    |                    |
|  | Alemania            | Argentina (3)       | 3              | 0 |                  |                  |  |  |                     |                     |  |  |                    |                    |
|  | Alemania            |                     |                | 0 |                  |                  |  |  |                     |                     |  |  |                    |                    |
|  | Argentina (3)       | 5                   |                |   |                  |                  |  |  |                     |                     |  |  |                    |                    |
|  | Argentina (3)       | 5                   | Argentina (3)  | 2 |                  |                  |  |  |                     |                     |  |  |                    |                    |
|  |                     |                     |                | 2 |                  |                  |  |  |                     |                     |  |  |                    |                    |
|  |                     | República Checa (2) | 3              |   |                  |                  |  |  |                     |                     |  |  |                    |                    |
|  | Austria             | República Checa (2) | 3              | 1 |                  |                  |  |  |                     |                     |  |  |                    |                    |
|  | Austria             |                     |                | 1 |                  |                  |  |  |                     |                     |  |  |                    |                    |
|  | Kazajistán (8)      | 3                   |                |   |                  |                  |  |  |                     |                     |  |  |                    |                    |
|  | Kazajistán (8)      | 3                   | Kazajistán (8) | 1 |                  |                  |  |  |                     |                     |  |  |                    |                    |
|  |                     |                     |                | 1 |                  |                  |  |  |                     |                     |  |  |                    |                    |
|  |                     | República Checa (2) | 3              |   |                  |                  |  |  |                     |                     |  |  |                    |                    |
|  | Suiza               | República Checa (2) | 3              | 2 |                  |                  |  |  |                     |                     |  |  |                    |                    |
|  | Suiza               |                     |                | 2 |                  |                  |  |  |                     |                     |  |  |                    |                    |
|  | República Checa (2) | 3                   |                |   |                  |                  |  |  |                     |                     |  |  |                    |                    |
|  | República Checa (2) | 3                   |                |   |                  |                  |  |  |                     |                     |  |  |                    |                    |

- En cursiva y * equipos que juegan de local.
- Los perdedores de la primera ronda, juegan contra los que clasifican en el grupo mundial.
- (n) Entre paréntesis indica el número de cabeza de serie.

#### Octavos de final
| | Bandera de Canadá | Canadá                         | 3  | 2 | España | Bandera de España |   |
| --- | ----------------- | ------------------------------ | -- | - | ------ | ----------------- | - |
| Thunderbird Sports Centre, Vancouver, Canadá 1 al 3 de febrero de 2013 |                   |                                |    |   |        |                   |   |
| \| 1 \| \| Milos Raonic \| 65 \| 6 \| 6 \| 6 \| \| \| 1 \| \| Albert Ramos \| 7 \| 4 \| 4 \| 4 \| \| \| 2 \| \| Frank Dancevic \| 6 \| 6 \| 6 \| \| \| \| 2 \| \| Marcel Granollers \| 1 \| 2 \| 2 \| \| \| \| 3 \| \| Daniel Nestor - Vasek Pospisil \| 6 \| 4 \| 7 \| 3 \| 2 \| \| 3 \| \| Marcel Granollers - Marc López \| 4 \| 6 \| 64 \| 6 \| 6 \| \| 4 \| \| Milos Raonic \| 6 \| 6 \| 6 \| \| \| \| 4 \| \| Guillermo García-López \| 3 \| 4 \| 2 \| \| \| \| 5 \| \| Frank Dancevic \| 5 \| 4 \| \| \| \| \| 5 \| \| Albert Ramos \| 7 \| 6 \| \| \| \| |                   |                                |    |   |        |                   |   |
| 1 | Bandera de Canadá | Milos Raonic                   | 65 | 6 | 6      | 6                 |   |
| 1 | Bandera de España | Albert Ramos                   | 7  | 4 | 4      | 4                 |   |
| 2 | Bandera de Canadá | Frank Dancevic                 | 6  | 6 | 6      |                   |   |
| 2 | Bandera de España | Marcel Granollers              | 1  | 2 | 2      |                   |   |
| 3 | Bandera de Canadá | Daniel Nestor - Vasek Pospisil | 6  | 4 | 7      | 3                 | 2 |
| 3 | Bandera de España | Marcel Granollers - Marc López | 4  | 6 | 64     | 6                 | 6 |
| 4 | Bandera de Canadá | Milos Raonic                   | 6  | 6 | 6      |                   |   |
| 4 | Bandera de España | Guillermo García-López         | 3  | 4 | 2      |                   |   |
| 5 | Bandera de Canadá | Frank Dancevic                 | 5  | 4 |        |                   |   |
| 5 | Bandera de España | Albert Ramos                   | 7  | 6 |        |                   |   |

| Palavela, Turín, Italia 1 al 3 de febrero de 2013 |                    |                                |   |    |   |     |   |  |
| \| 1 \| \| Paolo Lorenzi \| 1 \| 7 \| 6 \| 3 \| 2 \| \| \| 1 \| \| Marin Čilić \| 6 \| 6 \| 4 \| 6 \| 6 \| \| \| 2 \| \| Andreas Seppi \| 6 \| 62 \| 6 \| 6 \| \| \| \| 2 \| \| Ivan Dodig \| 2 \| 7 \| 4 \| 4 \| \| \| \| 3 \| \| Simone Bolelli - Paolo Lorenzi \| 3 \| 6 \| 6 \| 7 \| \| \| \| 3 \| \| Marin Čilić - Ivan Dodig \| 6 \| 1 \| 3 \| 611 \| \| \| \| 4 \| \| Andreas Seppi \| 3 \| 3 \| 5 \| \| \| \| \| 4 \| \| Marin Čilić \| 6 \| 6 \| 7 \| \| \| \| \| 5 \| \| Fabio Fognini \| 4 \| 6 \| 6 \| 6 \| \| \| \| 5 \| \| Ivan Dodig \| 6 \| 4 \| 4 \| 4 \| \| \| |                    |                                |   |    |   |     |   |  |
| 1 | Bandera de Italia  | Paolo Lorenzi                  | 1 | 7  | 6 | 3   | 2 |  |
| 1 | Bandera de Croacia | Marin Čilić                    | 6 | 6  | 4 | 6   | 6 |  |
| 2 | Bandera de Italia  | Andreas Seppi                  | 6 | 62 | 6 | 6   |   |  |
| 2 | Bandera de Croacia | Ivan Dodig                     | 2 | 7  | 4 | 4   |   |  |
| 3 | Bandera de Italia  | Simone Bolelli - Paolo Lorenzi | 3 | 6  | 6 | 7   |   |  |
| 3 | Bandera de Croacia | Marin Čilić - Ivan Dodig       | 6 | 1  | 3 | 611 |   |  |
| 4 | Bandera de Italia  | Andreas Seppi                  | 3 | 3  | 5 |     |   |  |
| 4 | Bandera de Croacia | Marin Čilić                    | 6 | 6  | 7 |     |   |  |
| 5 | Bandera de Italia  | Fabio Fognini                  | 4 | 6  | 6 | 6   |   |  |
| 5 | Bandera de Croacia | Ivan Dodig                     | 6 | 4  | 4 | 4   |   |  |

| | Bandera de Bélgica | Bélgica                         | 2 | 3 | Serbia | Bandera de Serbia |   |
| --- | ------------------ | ------------------------------- | - | - | ------ | ----------------- | - |
| Spiroudome, Charleroi, Bélgica 1 al 3 de febrero de 2013 |                    |                                 |   |   |        |                   |   |
| \| 1 \| \| David Goffin \| 6 \| 6 \| 65 \| 4 \| 4 \| \| 1 \| \| Viktor Troicki \| 1 \| 3 \| 7 \| 6 \| 6 \| \| 2 \| \| Oliver Rochus \| 3 \| 2 \| 2 \| \| \| \| 2 \| \| Novak Djokovic \| 6 \| 6 \| 6 \| \| \| \| 3 \| \| Ruben Bemelmans - Steve Darcis \| 4 \| 4 \| 7 \| 4 \| \| \| 3 \| \| Viktor Troicki - Nenad Zimonjic \| 6 \| 6 \| 5 \| 6 \| \| \| 4 \| \| David Goffin \| 6 \| 2 \| 6 \| \| \| \| 4 \| \| Boris Pashanski \| 4 \| 6 \| 2 \| \| \| \| 5 \| \| Steve Darcis \| 6 \| 6 \| \| \| \| \| 5 \| \| Nenad Zimonjic \| 2 \| 4 \| \| \| \| |                    |                                 |   |   |        |                   |   |
| 1 | Bandera de Bélgica | David Goffin                    | 6 | 6 | 65     | 4                 | 4 |
| 1 | Bandera de Serbia  | Viktor Troicki                  | 1 | 3 | 7      | 6                 | 6 |
| 2 | Bandera de Bélgica | Oliver Rochus                   | 3 | 2 | 2      |                   |   |
| 2 | Bandera de Serbia  | Novak Djokovic                  | 6 | 6 | 6      |                   |   |
| 3 | Bandera de Bélgica | Ruben Bemelmans - Steve Darcis  | 4 | 4 | 7      | 4                 |   |
| 3 | Bandera de Serbia  | Viktor Troicki - Nenad Zimonjic | 6 | 6 | 5      | 6                 |   |
| 4 | Bandera de Bélgica | David Goffin                    | 6 | 2 | 6      |                   |   |
| 4 | Bandera de Serbia  | Boris Pashanski                 | 4 | 6 | 2      |                   |   |
| 5 | Bandera de Bélgica | Steve Darcis                    | 6 | 6 |        |                   |   |
| 5 | Bandera de Serbia  | Nenad Zimonjic                  | 2 | 4 |        |                   |   |

| | Bandera de Estados Unidos | Estados Unidos              | 3 | 2  | Brasil | Bandera de Brasil |   |
| --- | ------------------------- | --------------------------- | - | -- | ------ | ----------------- | - |
| Jacksonville Veterans Memorial Arena, Jacksonville, Estados Unidos 1 al 3 de febrero de 2013 |                           |                             |   |    |        |                   |   |
| \| 1 \| \| Sam Querrey \| 6 \| 6 \| 6 \| \| \| \| 1 \| \| Thomaz Bellucci \| 3 \| 4 \| 4 \| \| \| \| 2 \| \| John Isner \| 6 \| 7 \| 6 \| \| \| \| 2 \| \| Thiago Alves \| 3 \| 64 \| 3 \| \| \| \| 3 \| \| Bob Bryan - Mike Bryan \| 6 \| 7 \| 4 \| 6 \| 3 \| \| 3 \| \| Marcelo Melo - Bruno Soares \| 7 \| 67 \| 6 \| 3 \| 6 \| \| 4 \| \| John Isner \| 6 \| 4 \| 7 \| 4 \| 3 \| \| 4 \| \| Thomaz Bellucci \| 2 \| 6 \| 67 \| 6 \| 6 \| \| 5 \| \| Sam Querrey \| 4 \| 6 \| 6 \| 7 \| \| \| 5 \| \| Thiago Alves \| 6 \| 3 \| 4 \| 63 \| \| |                           |                             |   |    |        |                   |   |
| 1 | Bandera de Estados Unidos | Sam Querrey                 | 6 | 6  | 6      |                   |   |
| 1 | Bandera de Brasil         | Thomaz Bellucci             | 3 | 4  | 4      |                   |   |
| 2 | Bandera de Estados Unidos | John Isner                  | 6 | 7  | 6      |                   |   |
| 2 | Bandera de Brasil         | Thiago Alves                | 3 | 64 | 3      |                   |   |
| 3 | Bandera de Estados Unidos | Bob Bryan - Mike Bryan      | 6 | 7  | 4      | 6                 | 3 |
| 3 | Bandera de Brasil         | Marcelo Melo - Bruno Soares | 7 | 67 | 6      | 3                 | 6 |
| 4 | Bandera de Estados Unidos | John Isner                  | 6 | 4  | 7      | 4                 | 3 |
| 4 | Bandera de Brasil         | Thomaz Bellucci             | 2 | 6  | 67     | 6                 | 6 |
| 5 | Bandera de Estados Unidos | Sam Querrey                 | 4 | 6  | 6      | 7                 |   |
| 5 | Bandera de Brasil         | Thiago Alves                | 6 | 3  | 4      | 63                |   |

| | Bandera de Francia | Francia                           | 5  | 0  | Israel | Bandera de Israel |  |
| --- | ------------------ | --------------------------------- | -- | -- | ------ | ----------------- |  |
| Kindarena, Rouen, Francia 1 al 3 de febrero de 2013 |                    |                                   |    |    |        |                   |  |
| \| 1 \| \| Jo-Wilfried Tsonga \| 6 \| 6 \| 4 \| 7 \| \| \| 1 \| \| Amir Weintraub \| 3 \| 3 \| 6 \| 5 \| \| \| 2 \| \| Richard Gasquet \| 6 \| 6 \| 6 \| \| \| \| 2 \| \| Dudi Sela \| 3 \| 2 \| 2 \| \| \| \| 3 \| \| Julien Benneteau - Michael Llodra \| 7 \| 6 \| 6 \| \| \| \| 3 \| \| Jonathan Erlich - Dudi Sela \| 63 \| 1 \| 0 \| \| \| \| 4 \| \| Michael Llodra \| 6 \| 7 \| \| \| \| \| 4 \| \| Noam Okun \| 3 \| 65 \| \| \| \| \| 5 \| \| Richard Gasquet \| 6 \| 6 \| \| \| \| \| 5 \| \| Amir Weintraub \| 4 \| 3 \| \| \| \| |                    |                                   |    |    |        |                   |  |
| 1 | Bandera de Francia | Jo-Wilfried Tsonga                | 6  | 6  | 4      | 7                 |  |
| 1 | Bandera de Israel  | Amir Weintraub                    | 3  | 3  | 6      | 5                 |  |
| 2 | Bandera de Francia | Richard Gasquet                   | 6  | 6  | 6      |                   |  |
| 2 | Bandera de Israel  | Dudi Sela                         | 3  | 2  | 2      |                   |  |
| 3 | Bandera de Francia | Julien Benneteau - Michael Llodra | 7  | 6  | 6      |                   |  |
| 3 | Bandera de Israel  | Jonathan Erlich - Dudi Sela       | 63 | 1  | 0      |                   |  |
| 4 | Bandera de Francia | Michael Llodra                    | 6  | 7  |        |                   |  |
| 4 | Bandera de Israel  | Noam Okun                         | 3  | 65 |        |                   |  |
| 5 | Bandera de Francia | Richard Gasquet                   | 6  | 6  |        |                   |  |
| 5 | Bandera de Israel  | Amir Weintraub                    | 4  | 3  |        |                   |  |

| | Bandera de Argentina | Argentina                           | 5  | 0  | Alemania | Bandera de Alemania |    |
| --- | -------------------- | ----------------------------------- | -- | -- | -------- | ------------------- | -- |
| Estadio Mary Terán de Weiss, Buenos Aires, Argentina 1 al 3 de febrero de 2013 |                      |                                     |    |    |          |                     |    |
| \| 1 \| \| Carlos Berlocq \| 3 \| 7 \| 2 \| 6 \| 4 \| \| 1 \| \| Philipp Kohlschreiber \| 6 \| 5 \| 6 \| 4 \| 5r \| \| 2 \| \| Juan Mónaco \| 64 \| 6 \| 6 \| 6 \| \| \| 2 \| \| Florian Mayer \| 7 \| 3 \| 3 \| 4 \| \| \| 3 \| \| David Nalbandian - Horacio Zeballos \| 6 \| 6 \| 5 \| 6 \| \| \| 3 \| \| Christopher Kas - Tobias Kamke \| 1 \| 4 \| 7 \| 2 \| \| \| 4 \| \| Juan Mónaco \| 6 \| 7 \| \| \| \| \| 4 \| \| Tobias Kamke \| 4 \| 62 \| \| \| \| \| 5 \| \| Carlos Berlocq \| 6 \| 6 \| \| \| \| \| 5 \| \| Christopher Kas \| 2 \| 4 \| \| \| \| |                      |                                     |    |    |          |                     |    |
| 1 | Bandera de Argentina | Carlos Berlocq                      | 3  | 7  | 2        | 6                   | 4  |
| 1 | Bandera de Alemania  | Philipp Kohlschreiber               | 6  | 5  | 6        | 4                   | 5r |
| 2 | Bandera de Argentina | Juan Mónaco                         | 64 | 6  | 6        | 6                   |    |
| 2 | Bandera de Alemania  | Florian Mayer                       | 7  | 3  | 3        | 4                   |    |
| 3 | Bandera de Argentina | David Nalbandian - Horacio Zeballos | 6  | 6  | 5        | 6                   |    |
| 3 | Bandera de Alemania  | Christopher Kas - Tobias Kamke      | 1  | 4  | 7        | 2                   |    |
| 4 | Bandera de Argentina | Juan Mónaco                         | 6  | 7  |          |                     |    |
| 4 | Bandera de Alemania  | Tobias Kamke                        | 4  | 62 |          |                     |    |
| 5 | Bandera de Argentina | Carlos Berlocq                      | 6  | 6  |          |                     |    |
| 5 | Bandera de Alemania  | Christopher Kas                     | 2  | 4  |          |                     |    |

| | Bandera de Kazajistán | Kazajistán                     | 3  | 1 | Austria | Bandera de Austria |  |
| --- | --------------------- | ------------------------------ | -- | - | ------- | ------------------ |  |
| National Tennis Centre, Astaná, Kazajistán 1 al 3 de febrero de 2013 |                       |                                |    |   |         |                    |  |
| \| 1 \| \| Andrey Golubev \| 7 \| 6 \| 7 \| \| \| \| 1 \| \| Andreas Haider-Maurer \| 62 \| 3 \| 65 \| \| \| \| 2 \| \| Yevgeni Koroliov \| 7 \| 6 \| 6 \| \| \| \| 2 \| \| Jurgen Melzer \| 64 \| 3 \| 2 \| \| \| \| 3 \| \| Andrey Golubev - Yuri Shchukin \| 65 \| 3 \| 63 \| \| \| \| 3 \| \| Julian Knowle - Alexander Peya \| 7 \| 6 \| 7 \| \| \| \| 4 \| \| Andrey Golubev \| 4 \| 6 \| 6 \| 6 \| \| \| 4 \| \| Jurgen Melzer \| 6 \| 3 \| 4 \| 2 \| \| \| 5 \| \| Yevgeni Koroliov \| \| \| \| \| \| \| 5 \| Andreas Haider-Maurer \| \| \| \| \| \| \| |                       |                                |    |   |         |                    |  |
| 1 | Bandera de Kazajistán | Andrey Golubev                 | 7  | 6 | 7       |                    |  |
| 1 | Bandera de Austria    | Andreas Haider-Maurer          | 62 | 3 | 65      |                    |  |
| 2 | Bandera de Kazajistán | Yevgeni Koroliov               | 7  | 6 | 6       |                    |  |
| 2 | Bandera de Austria    | Jurgen Melzer                  | 64 | 3 | 2       |                    |  |
| 3 | Bandera de Kazajistán | Andrey Golubev - Yuri Shchukin | 65 | 3 | 63      |                    |  |
| 3 | Bandera de Austria    | Julian Knowle - Alexander Peya | 7  | 6 | 7       |                    |  |
| 4 | Bandera de Kazajistán | Andrey Golubev                 | 4  | 6 | 6       | 6                  |  |
| 4 | Bandera de Austria    | Jurgen Melzer                  | 6  | 3 | 4       | 2                  |  |
| 5 | Bandera de Kazajistán | Yevgeni Koroliov               |    |   |         |                    |  |
| 5 | Bandera de Austria    | Andreas Haider-Maurer          |    |   |         |                    |  |

| | Bandera de Suiza           | Suiza                                  | 2 | 3 | República Checa | Bandera de República Checa |    |
| --- | -------------------------- | -------------------------------------- | - | - | --------------- | -------------------------- | -- |
| Palexpo, Ginebra, Suiza 1 al 3 de febrero de 2013 |                            |                                        |   |   |                 |                            |    |
| \| 1 \| \| Stanislas Wawrinka \| 6 \| 6 \| 6 \| \| \| \| 1 \| \| Lukáš Rosol \| 4 \| 3 \| 4 \| \| \| \| 2 \| \| Henri Laaksonen \| 3 \| 2 \| 7 \| 1 \| \| \| 2 \| \| Tomáš Berdych \| 6 \| 6 \| 65 \| 6 \| \| \| 3 \| \| Marco Chiudinelli - Stanislas Wawrinka \| 4 \| 7 \| 4 \| 7 \| 22 \| \| 3 \| \| Tomáš Berdych - Lukáš Rosol \| 6 \| 5 \| 6 \| 63 \| 24 \| \| 4 \| \| Stanislas Wawrinka \| 3 \| 4 \| 6 \| 65 \| \| \| 4 \| \| Tomáš Berdych \| 6 \| 6 \| 3 \| 7 \| \| \| 5 \| \| Henri Laaksonen \| 0 \| 6 \| 6 \| \| \| \| 5 \| \| Jiri Vesely \| 6 \| 3 \| 1 \| \| \| |                            |                                        |   |   |                 |                            |    |
| 1 | Bandera de Suiza           | Stanislas Wawrinka                     | 6 | 6 | 6               |                            |    |
| 1 | Bandera de República Checa | Lukáš Rosol                            | 4 | 3 | 4               |                            |    |
| 2 | Bandera de Suiza           | Henri Laaksonen                        | 3 | 2 | 7               | 1                          |    |
| 2 | Bandera de República Checa | Tomáš Berdych                          | 6 | 6 | 65              | 6                          |    |
| 3 | Bandera de Suiza           | Marco Chiudinelli - Stanislas Wawrinka | 4 | 7 | 4               | 7                          | 22 |
| 3 | Bandera de República Checa | Tomáš Berdych - Lukáš Rosol            | 6 | 5 | 6               | 63                         | 24 |
| 4 | Bandera de Suiza           | Stanislas Wawrinka                     | 3 | 4 | 6               | 65                         |    |
| 4 | Bandera de República Checa | Tomáš Berdych                          | 6 | 6 | 3               | 7                          |    |
| 5 | Bandera de Suiza           | Henri Laaksonen                        | 0 | 6 | 6               |                            |    |
| 5 | Bandera de República Checa | Jiri Vesely                            | 6 | 3 | 1               |                            |    |

#### Cuartos de final
| | Bandera de Canadá | Canadá                            | 3 | 1  | Italia | Bandera de Italia |    |
| --- | ----------------- | --------------------------------- | - | -- | ------ | ----------------- | -- |
| Thunderbird Sports Centre, Vancouver, Canadá 5 al 7 de abril de 2013 |                   |                                   |   |    |        |                   |    |
| \| 1 \| \| Vasek Pospisil \| 7 \| 6 \| 4 \| 3 \| 3 \| \| 1 \| \| Andreas Seppi \| 5 \| 4 \| 6 \| 6 \| 6 \| \| 2 \| \| Milos Raonic \| 6 \| 7 \| 7 \| \| \| \| 2 \| \| Fabio Fognini \| 4 \| 64 \| 5 \| \| \| \| 3 \| \| Daniel Nestor - Vasek Pospisil \| 6 \| 6 \| 3 \| 3 \| 15 \| \| 3 \| \| Daniele Bracciali - Paolo Lorenzi \| 3 \| 4 \| 6 \| 6 \| 13 \| \| 4 \| \| Milos Raonic \| 6 \| 6 \| 3 \| 7 \| \| \| 4 \| \| Andreas Seppi \| 4 \| 4 \| 6 \| 5 \| \| \| 5 \| \| Vasek Pospisil \| \| \| \| \| \| \| 5 \| Fabio Fognini \| \| \| \| \| \| \| |                   |                                   |   |    |        |                   |    |
| 1 | Bandera de Canadá | Vasek Pospisil                    | 7 | 6  | 4      | 3                 | 3  |
| 1 | Bandera de Italia | Andreas Seppi                     | 5 | 4  | 6      | 6                 | 6  |
| 2 | Bandera de Canadá | Milos Raonic                      | 6 | 7  | 7      |                   |    |
| 2 | Bandera de Italia | Fabio Fognini                     | 4 | 64 | 5      |                   |    |
| 3 | Bandera de Canadá | Daniel Nestor - Vasek Pospisil    | 6 | 6  | 3      | 3                 | 15 |
| 3 | Bandera de Italia | Daniele Bracciali - Paolo Lorenzi | 3 | 4  | 6      | 6                 | 13 |
| 4 | Bandera de Canadá | Milos Raonic                      | 6 | 6  | 3      | 7                 |    |
| 4 | Bandera de Italia | Andreas Seppi                     | 4 | 4  | 6      | 5                 |    |
| 5 | Bandera de Canadá | Vasek Pospisil                    |   |    |        |                   |    |
| 5 | Bandera de Italia | Fabio Fognini                     |   |    |        |                   |    |

| | Bandera de Estados Unidos | Estados Unidos                  | 1  | 3  | Serbia | Bandera de Serbia |    |
| --- | ------------------------- | ------------------------------- | -- | -- | ------ | ----------------- | -- |
| Taco Bell Arena, Boise, Estados Unidos 5 al 7 de abril de 2013 |                           |                                 |    |    |        |                   |    |
| \| 1 \| \| John Isner \| 65 \| 2 \| 5 \| \| \| \| 1 \| \| Novak Djokovic \| 7 \| 6 \| 7 \| \| \| \| 2 \| \| Sam Querrey \| 7 \| 3 \| 4 \| 6 \| 6 \| \| 2 \| \| Viktor Troicki \| 61 \| 6 \| 6 \| 1 \| 4 \| \| 3 \| \| Bob Bryan - Mike Bryan \| 65 \| 61 \| 7 \| 6 \| 13 \| \| 3 \| \| Ilija Bozoljac - Nenad Zimonjic \| 7 \| 7 \| 5 \| 4 \| 15 \| \| 4 \| \| Sam Querrey \| 5 \| 7 \| 1 \| 0 \| \| \| 4 \| \| Novak Djokovic \| 7 \| 64 \| 6 \| 6 \| \| \| 5 \| \| John Isner \| \| \| \| \| \| \| 5 \| Viktor Troicki \| \| \| \| \| \| \| |                           |                                 |    |    |        |                   |    |
| 1 | Bandera de Estados Unidos | John Isner                      | 65 | 2  | 5      |                   |    |
| 1 | Bandera de Serbia         | Novak Djokovic                  | 7  | 6  | 7      |                   |    |
| 2 | Bandera de Estados Unidos | Sam Querrey                     | 7  | 3  | 4      | 6                 | 6  |
| 2 | Bandera de Serbia         | Viktor Troicki                  | 61 | 6  | 6      | 1                 | 4  |
| 3 | Bandera de Estados Unidos | Bob Bryan - Mike Bryan          | 65 | 61 | 7      | 6                 | 13 |
| 3 | Bandera de Serbia         | Ilija Bozoljac - Nenad Zimonjic | 7  | 7  | 5      | 4                 | 15 |
| 4 | Bandera de Estados Unidos | Sam Querrey                     | 5  | 7  | 1      | 0                 |    |
| 4 | Bandera de Serbia         | Novak Djokovic                  | 7  | 64 | 6      | 6                 |    |
| 5 | Bandera de Estados Unidos | John Isner                      |    |    |        |                   |    |
| 5 | Bandera de Serbia         | Viktor Troicki                  |    |    |        |                   |    |

| | Bandera de Argentina | Argentina                           | 3  | 2  | Francia | Bandera de Francia |   |
| --- | -------------------- | ----------------------------------- | -- | -- | ------- | ------------------ | - |
| Estadio Mary Terán de Weiss, Buenos Aires, Argentina 5 al 7 de abril de 2013 |                      |                                     |    |    |         |                    |   |
| \| 1 \| \| Carlos Berlocq \| 6 \| 2 \| 3 \| 7 \| 2 \| \| 1 \| \| Jo-Wilfried Tsonga \| 4 \| 6 \| 6 \| 5 \| 6 \| \| 2 \| \| Juan Mónaco \| 7 \| 6 \| 6 \| \| \| \| 2 \| \| Gilles Simon \| 62 \| 2 \| 4 \| \| \| \| 3 \| \| David Nalbandian - Horacio Zeballos \| 3 \| 7 \| 7 \| 6 \| \| \| 3 \| \| Michael Llodra - Julien Benneteau \| 6 \| 63 \| 5 \| 3 \| \| \| 4 \| \| Juan Mónaco \| 3 \| 3 \| 0 \| \| \| \| 4 \| \| Jo-Wilfried Tsonga \| 6 \| 6 \| 6 \| \| \| \| 5 \| \| Carlos Berlocq \| 6 \| 5 \| 6 \| 6 \| \| \| 5 \| \| Gilles Simon \| 4 \| 7 \| 4 \| 4 \| \| |                      |                                     |    |    |         |                    |   |
| 1 | Bandera de Argentina | Carlos Berlocq                      | 6  | 2  | 3       | 7                  | 2 |
| 1 | Bandera de Francia   | Jo-Wilfried Tsonga                  | 4  | 6  | 6       | 5                  | 6 |
| 2 | Bandera de Argentina | Juan Mónaco                         | 7  | 6  | 6       |                    |   |
| 2 | Bandera de Francia   | Gilles Simon                        | 62 | 2  | 4       |                    |   |
| 3 | Bandera de Argentina | David Nalbandian - Horacio Zeballos | 3  | 7  | 7       | 6                  |   |
| 3 | Bandera de Francia   | Michael Llodra - Julien Benneteau   | 6  | 63 | 5       | 3                  |   |
| 4 | Bandera de Argentina | Juan Mónaco                         | 3  | 3  | 0       |                    |   |
| 4 | Bandera de Francia   | Jo-Wilfried Tsonga                  | 6  | 6  | 6       |                    |   |
| 5 | Bandera de Argentina | Carlos Berlocq                      | 6  | 5  | 6       | 6                  |   |
| 5 | Bandera de Francia   | Gilles Simon                        | 4  | 7  | 4       | 4                  |   |

| | Bandera de Kazajistán      | Kazajistán                       | 1  | 3  | República Checa | Bandera de República Checa |  |
| --- | -------------------------- | -------------------------------- | -- | -- | --------------- | -------------------------- |  |
| National Tennis Centre, Astaná, Kazajistán 5 al 7 de abril de 2013 |                            |                                  |    |    |                 |                            |  |
| \| 1 \| \| Mikhail Kukushkin \| 3 \| 2 \| 4 \| \| \| \| 1 \| \| Jan Hajek \| 6 \| 6 \| 6 \| \| \| \| 2 \| \| Andrey Golubev \| 6 \| 4 \| 2 \| 6 \| \| \| 2 \| \| Lukáš Rosol \| 4 \| 6 \| 6 \| 7 \| \| \| 3 \| \| Yevgueni Koroliov - Yuri Schukin \| 7 \| 6 \| 6 \| \| \| \| 3 \| \| Jan Hajek - Radek Štěpánek \| 62 \| 4 \| 3 \| \| \| \| 4 \| \| Yevgueni Koroliov \| 65 \| 7 \| 65 \| 2 \| \| \| 4 \| \| Lukáš Rosol \| 7 \| 62 \| 7 \| 6 \| \| \| 5 \| \| Andrey Golubev \| \| \| \| \| \| \| 5 \| Jan Hajek \| \| \| \| \| \| \| |                            |                                  |    |    |                 |                            |  |
| 1 | Bandera de Kazajistán      | Mikhail Kukushkin                | 3  | 2  | 4               |                            |  |
| 1 | Bandera de República Checa | Jan Hajek                        | 6  | 6  | 6               |                            |  |
| 2 | Bandera de Kazajistán      | Andrey Golubev                   | 6  | 4  | 2               | 6                          |  |
| 2 | Bandera de República Checa | Lukáš Rosol                      | 4  | 6  | 6               | 7                          |  |
| 3 | Bandera de Kazajistán      | Yevgueni Koroliov - Yuri Schukin | 7  | 6  | 6               |                            |  |
| 3 | Bandera de República Checa | Jan Hajek - Radek Štěpánek       | 62 | 4  | 3               |                            |  |
| 4 | Bandera de Kazajistán      | Yevgueni Koroliov                | 65 | 7  | 65              | 2                          |  |
| 4 | Bandera de República Checa | Lukáš Rosol                      | 7  | 62 | 7               | 6                          |  |
| 5 | Bandera de Kazajistán      | Andrey Golubev                   |    |    |                 |                            |  |
| 5 | Bandera de República Checa | Jan Hajek                        |    |    |                 |                            |  |

#### Semifinales
| | Bandera de Serbia | Serbia                          | 3  | 2 | Canadá | Bandera de Canadá |    |
| --- | ----------------- | ------------------------------- | -- | - | ------ | ----------------- | -- |
| Arena de Belgrado, Belgrado, Serbia 13 al 15 de septiembre de 2013 |                   |                                 |    |   |        |                   |    |
| \| 1 \| \| Novak Djokovic \| 6 \| 6 \| 6 \| \| \| \| 1 \| \| Vasek Pospisil \| 2 \| 0 \| 4 \| \| \| \| 2 \| \| Janko Tipsarević \| 7 \| 3 \| 6 \| 3 \| 8 \| \| 2 \| \| Milos Raonic \| 5 \| 6 \| 3 \| 6 \| 10 \| \| 3 \| \| Ilija Bozoljac - Nenad Zimonjic \| 7 \| 4 \| 6 \| 65 \| 8 \| \| 3 \| \| Daniel Nestor - Vasek Pospisil \| 6 \| 6 \| 3 \| 7 \| 10 \| \| 4 \| \| Novak Djokovic \| 7 \| 6 \| 6 \| \| \| \| 4 \| \| Milos Raonic \| 61 \| 2 \| 2 \| \| \| \| 5 \| \| Janko Tipsarević \| 7 \| 6 \| 7 \| \| \| \| 5 \| \| Vasek Pospisil \| 63 \| 2 \| 6 \| \| \| |                   |                                 |    |   |        |                   |    |
| 1 | Bandera de Serbia | Novak Djokovic                  | 6  | 6 | 6      |                   |    |
| 1 | Bandera de Canadá | Vasek Pospisil                  | 2  | 0 | 4      |                   |    |
| 2 | Bandera de Serbia | Janko Tipsarević                | 7  | 3 | 6      | 3                 | 8  |
| 2 | Bandera de Canadá | Milos Raonic                    | 5  | 6 | 3      | 6                 | 10 |
| 3 | Bandera de Serbia | Ilija Bozoljac - Nenad Zimonjic | 7  | 4 | 6      | 65                | 8  |
| 3 | Bandera de Canadá | Daniel Nestor - Vasek Pospisil  | 6  | 6 | 3      | 7                 | 10 |
| 4 | Bandera de Serbia | Novak Djokovic                  | 7  | 6 | 6      |                   |    |
| 4 | Bandera de Canadá | Milos Raonic                    | 61 | 2 | 2      |                   |    |
| 5 | Bandera de Serbia | Janko Tipsarević                | 7  | 6 | 7      |                   |    |
| 5 | Bandera de Canadá | Vasek Pospisil                  | 63 | 2 | 6      |                   |    |

| | Bandera de República Checa | República Checa                   | 3  | 2 | Argentina | Bandera de Argentina |  |
| --- | -------------------------- | --------------------------------- | -- | - | --------- | -------------------- |  |
| O2 Arena, Praga, República Checa 13 al 15 de septiembre de 2013 |                            |                                   |    |   |           |                      |  |
| \| 1 \| \| Radek Štěpánek \| 7 \| 6 \| 6 \| \| \| \| 1 \| \| Juan Mónaco \| 63 \| 3 \| 2 \| \| \| \| 2 \| \| Tomáš Berdych \| 6 \| 4 \| 6 \| 6 \| \| \| 2 \| \| Leonardo Mayer \| 4 \| 6 \| 3 \| 4 \| \| \| 3 \| \| Tomáš Berdych - Radek Štěpánek \| 6 \| 6 \| 6 \| \| \| \| 3 \| \| Carlos Berlocq - Horacio Zeballos \| 3 \| 4 \| 2 \| \| \| \| 4 \| \| Lukáš Rosol \| 6 \| 6 \| 4 \| \| \| \| 4 \| \| Horacio Zeballos \| 4 \| 7 \| 6 \| \| \| \| 5 \| \| Jiri Vesely \| 4 \| 4 \| \| \| \| \| 5 \| \| Leonardo Mayer \| 6 \| 6 \| \| \| \| |                            |                                   |    |   |           |                      |  |
| 1 | Bandera de República Checa | Radek Štěpánek                    | 7  | 6 | 6         |                      |  |
| 1 | Bandera de Argentina       | Juan Mónaco                       | 63 | 3 | 2         |                      |  |
| 2 | Bandera de República Checa | Tomáš Berdych                     | 6  | 4 | 6         | 6                    |  |
| 2 | Bandera de Argentina       | Leonardo Mayer                    | 4  | 6 | 3         | 4                    |  |
| 3 | Bandera de República Checa | Tomáš Berdych - Radek Štěpánek    | 6  | 6 | 6         |                      |  |
| 3 | Bandera de Argentina       | Carlos Berlocq - Horacio Zeballos | 3  | 4 | 2         |                      |  |
| 4 | Bandera de República Checa | Lukáš Rosol                       | 6  | 6 | 4         |                      |  |
| 4 | Bandera de Argentina       | Horacio Zeballos                  | 4  | 7 | 6         |                      |  |
| 5 | Bandera de República Checa | Jiri Vesely                       | 4  | 4 |           |                      |  |
| 5 | Bandera de Argentina       | Leonardo Mayer                    | 6  | 6 |           |                      |  |

#### Final
| | Bandera de Serbia          | Serbia                          | 2 | 3  | República Checa | Bandera de República Checa |  |
| --- | -------------------------- | ------------------------------- | - | -- | --------------- | -------------------------- |  |
| Arena de Belgrado, Belgrado, Serbia 15 al 17 de noviembre de 2013 |                            |                                 |   |    |                 |                            |  |
| \| 1 \| \| Novak Djokovic \| 7 \| 6 \| 6 \| \| \| \| 1 \| \| Radek Štěpánek \| 5 \| 1 \| 4 \| \| \| \| 2 \| \| Dušan Lajović \| 3 \| 4 \| 3 \| \| \| \| 2 \| \| Tomáš Berdych \| 6 \| 6 \| 6 \| \| \| \| 3 \| \| Ilija Bozoljac - Nenad Zimonjic \| 2 \| 4 \| 64 \| \| \| \| 3 \| \| Radek Štěpánek -Tomáš Berdych \| 6 \| 6 \| 7 \| \| \| \| 4 \| \| Novak Djokovic \| 6 \| 7 \| 6 \| \| \| \| 4 \| \| Tomáš Berdych \| 4 \| 65 \| 2 \| \| \| \| 5 \| \| Dušan Lajović \| 3 \| 1 \| 1 \| \| \| \| 5 \| \| Radek Štěpánek \| 6 \| 6 \| 6 \| \| \| |                            |                                 |   |    |                 |                            |  |
| 1 | Bandera de Serbia          | Novak Djokovic                  | 7 | 6  | 6               |                            |  |
| 1 | Bandera de República Checa | Radek Štěpánek                  | 5 | 1  | 4               |                            |  |
| 2 | Bandera de Serbia          | Dušan Lajović                   | 3 | 4  | 3               |                            |  |
| 2 | Bandera de República Checa | Tomáš Berdych                   | 6 | 6  | 6               |                            |  |
| 3 | Bandera de Serbia          | Ilija Bozoljac - Nenad Zimonjic | 2 | 4  | 64              |                            |  |
| 3 | Bandera de República Checa | Radek Štěpánek -Tomáš Berdych   | 6 | 6  | 7               |                            |  |
| 4 | Bandera de Serbia          | Novak Djokovic                  | 6 | 7  | 6               |                            |  |
| 4 | Bandera de República Checa | Tomáš Berdych                   | 4 | 65 | 2               |                            |  |
| 5 | Bandera de Serbia          | Dušan Lajović                   | 3 | 1  | 1               |                            |  |
| 5 | Bandera de República Checa | Radek Štěpánek                  | 6 | 6  | 6               |                            |  |

| República Checa                       |
| Campeón República Checa Tercer título |

## Grupos regionales

### América
| Zona americana | Zona americana | Zona americana    | Zona americana | Zona americana       | Zona americana | Zona americana                       | Zona americana | Zona americana | Zona americana | Zona americana |
| Grupo 1        | Colombia (CS)  | Chile (CS)        | Ecuador        | República Dominicana | Uruguay        | -                                    | -              | -              |                |                |
| Grupo 2        | Barbados       | El Salvador (CS)  | Guatemala      | Haití                | México (CS)    | Perú (CS)                            | Puerto Rico    | Venezuela (CS) |                |                |
| Grupo 3        | Aruba          | Bahamas           | Bolivia        | Costa Rica           | Honduras       | Islas Vírgenes de los Estados Unidos | Jamaica        | Panamá         |                |                |
| Grupo 3        | Paraguay       | Trinidad y Tobago | -              | -                    | -              | -                                    | -              | -              |                |                |
| -------------- | -------------- | ----------------- | -------------- | -------------------- | -------------- | ------------------------------------ | -------------- | -------------- | -------------- | -------------- |

### AsiayOceanía
| Zona asiática/oceánica | Zona asiática/oceánica | Zona asiática/oceánica | Zona asiática/oceánica | Zona asiática/oceánica | Zona asiática/oceánica | Zona asiática/oceánica | Zona asiática/oceánica | Zona asiática/oceánica | Zona asiática/oceánica | Zona asiática/oceánica |
| Grupo 1                | Australia              | China                  | Corea del Sur          | India                  | Indonesia              | Japón                  | Uzbekistán             | -                      |                        |                        |
| Grupo 2                | Filipinas              | Kuwait                 | Líbano                 | Pakistán               | Siria                  | Sri Lanka              | Tailandia              | -                      |                        |                        |
| Grupo 3                | Camboya                | Emiratos Árabes Unidos | Hong Kong              | Irán                   | Malasia                | Islas del Pacífico     | Omán                   | Vietnam                |                        |                        |
| Grupo 4                | Arabia Saudita         | Bangladés              | Baréin                 | Birmania               | Catar                  | Irak                   | Jordania               | Kirguistán             |                        |                        |
| Grupo 4                | Singapur               | Turkmenistán           | -                      | -                      | -                      | -                      | -                      | -                      |                        |                        |
| ---------------------- | ---------------------- | ---------------------- | ---------------------- | ---------------------- | ---------------------- | ---------------------- | ---------------------- | ---------------------- | ---------------------- | ---------------------- |

### EuropayÁfrica
| Zona Europea- Africana | Zona Europea- Africana | Zona Europea- Africana | Zona Europea- Africana | Zona Europea- Africana | Zona Europea- Africana | Zona Europea- Africana | Zona Europea- Africana | Zona Europea- Africana | Zona Europea- Africana | Zona Europea- Africana |
| Grupo 1                | Eslovenia              | Eslovaquia             | Países Bajos           | Polonia                | Rusia                  | Gran Bretaña           | Rumania                | Sudáfrica              |                        |                        |
| Grupo 1                | Suecia                 | Ucrania                | -                      | -                      | -                      | -                      | -                      | -                      |                        |                        |
| Grupo 2                | Benín                  | Bosnia y Herzegovina   | Bielorrusia            | Bulgaria               | Chipre                 | Estonia                | Hungría                | Irlanda                |                        |                        |
| Grupo 2                | Letonia                | Lituania               | Luxemburgo             | Moldavia               | Mónaco                 | Portugal               | Túnez                  | -                      |                        |                        |
| Grupo 3 (Europa)       | Albania                | Andorra                | Armenia                | Georgia                | Grecia                 | Islandia               | Macedonia              | Malta                  |                        |                        |
| Grupo 3 (Europa)       | Montenegro             | Noruega                | San Marino             | Turquía                | -                      | -                      | -                      | -                      |                        |                        |
| Grupo 3 (África)       | Argelia                | Costa de Marfil        | Egipto                 | Ghana                  | Kenia                  | Madagascar             | Marruecos              | Namibia                |                        |                        |
| Grupo 3 (África)       | Zimbabue               | -                      | -                      | -                      | -                      | -                      | -                      | -                      |                        |                        |
| ---------------------- | ---------------------- | ---------------------- | ---------------------- | ---------------------- | ---------------------- | ---------------------- | ---------------------- | ---------------------- | ---------------------- | ---------------------- |